# Nishi (Jokohama)
Nishi (jap. 西区 Nishi-ku; dosł. zachodnia dzielnica) – jedna z 18 dzielnic Jokohamy, stolicy prefektury Kanagawa, w Japonii. Ma powierzchnię 7,03 km². W 2020 r. mieszkało w niej 104 917 osób, w 56 804 gospodarstwach domowych  (w 2010 r. 94 893 osoby, w 49 049 gospodarstwach domowych).
Dzielnica została założona 1 kwietnia 1944 roku. Położona jest we wschodniej części miasta. Graniczy z dzielnicami Hodogaya, Kanagawa, Naka i Minami. Na jej terenie znajdują się uczelnie Yokohama National University i Yashima Gakuen University.

## Miejscowe atrakcje
- Minato Mirai 21
- Hara Model Railway Museum
- Nogeyama Zoo
- Yokohama Museum of Art